# カラマズー郡 (ミシガン州)
カラマズー郡（英: Kalamazoo County、[ˌkæləməˈzuː]）は、アメリカ合衆国ミシガン州の郡である。人口は26万1670人（2020年）。郡庁所在地はカラマズーであり、同郡で人口最大の都市である。
カラマズー郡はカラマズー・ポーテージ都市圏に属している。

## 歴史
カラマズー郡は1830年に組織化された。カラマズーの村（当時はブロンソンと呼ばれた）が1831年に郡庁所在地となった。郡名はカラマズー川から採られた。

## 地理
アメリカ合衆国国勢調査局に拠れば、郡域全面積は580.18平方マイル (1,502.7 km2)であり、このうち陸地561.86平方マイル (1,455.2 km2)、水域は18.32平方マイル (47.4 km2)で水域率は3.16%である。

### 特徴的な地形
- カラマズー川
- ポーテージ川

### 交通

#### 空港
- カラマズー/バトルクリーク国際空港がカラマズー・ポーテージ大都市圏の用に供している。

#### 主要高規格道路
- 州間高速道路94号線
- 州間高速道路94号線産業道路
- アメリカ国道131号線
- アメリカ国道131号線産業道路
- ミシガン州道43号線
- ミシガン州道89号線
- ミシガン州道96号線
- 郡道45号線

### 隣接する郡
- バリー郡 - 北東
- アレガン郡 - 北西
- カルフーン郡 - 東
- ヴァンビューレン郡 - 西
- ブランチ郡 - 南東
- セントジョセフ郡 - 南
- カス郡 - 南西

## 人口動態
以下は2000年の国勢調査による人口統計データである。
| 基礎データ - 人口: 238,603人 - 世帯数: 93,479 世帯 - 家族数: 57,956 家族 - 人口密度: 164人/km2（425人/mi2） - 住居数: 99,250軒 - 住居密度: 68軒/km2（177軒/mi2） 人種別人口構成 - 白人: 84.57% - アフリカン・アメリカン: 9.73% - ネイティブ・アメリカン: 0.41% - アジア人: 1.83% - 太平洋諸島系: 0.03% - その他の人種: 1.27% - 混血: 2.15% - ヒスパニック・ラテン系: 2.64% 先祖による構成 - ドイツ系：18.3% - オランダ系：11.5% - イギリス系：10.3% - アイルランド系：8.4% - アメリカ人：7.2% 言語による構成 - 英語：93.7% - スペイン語：2.8% | 年齢別人口構成 - 18歳未満: 24.1% - 18-24歳: 15.2% - 25-44歳: 28.2% - 45-64歳: 21.1% - 65歳以上: 11.4% - 年齢の中央値: 33歳 - 性比（女性100人あたり男性の人口） - 総人口: 93.6 - 18歳以上: 90.5 世帯と家族（対世帯数） - 18歳未満の子供がいる: 30.4% - 結婚・同居している夫婦: 47.7% - 未婚・離婚・死別女性が世帯主: 11.0% - 非家族世帯: 38.0% - 単身世帯: 28.0% - 65歳以上の老人1人暮らし: 8.5% - 平均構成人数 - 世帯: 2.43人 - 家族: 3.00人 収入と家計 - 収入の中央値 - 世帯: 42,022米ドル - 家族: 53,953米ドル - 性別 - 男性: 39,611米ドル - 女性: 27,965米ドル - 人口1人あたり収入: 21,739米ドル - 貧困線以下 - 対人口: 12.0% - 対家族数: 6.5% - 18歳未満: 12.3% - 65歳以上: 6.3% |

## 郡政府
郡政府は郡監獄の運営、地方道の維持、地方裁判所の運営、権利譲渡と抵当権設定記録など重要記録の維持、公衆衛生規制の管理、福祉など社会サービスの項目で州の施策への参加を行う。郡政委員会は予算を管理するが、法や条例を作るのは限定付き権限である。ミシガン州では、警察と消防、建設と区画割、税評価、街路維持など地方政府の大半機能は個々の都市と郡区の責任である。

## 郡区
カラマズー郡は下記15の郡区に分割されている。
| - アラモ - ブラディ - チャールストン - クライマックス - コムストック | - クーパー - カラマズー - オシュテモ・チャーター - パビリオン - プレーリーロンド | - リッチランド - ロス - スクールクラフト - テキサス・チャーター - ワケシュマ |

## 都市と町
| 都市 - ゲイルズバーグ - カラマズー - 郡庁所在地 - パーチメント - ポーテージ | 村 - オーガスタ - クライマックス - リッチランド - スクールクラフト - ビックスバーグ | 未編入の町 - コムストック - コムストックノースウェスト - イーストウッド - サウスガルレイク - ウェストウッド |